# Отепя (волость)
О́тепя (эст. Otepää) — бывшая волость в Эстонии в составе уезда Валгамаа.

## Географическое положение
Волость располагается на одноимённой возвышенности Отепя. Рельеф местности достаточно разнообразен, на территории волости находится множество холмов, таких как, например, Вяйке Мунамяги. Одно из самых примечательных озёр — озеро Пюхаярв. Другие озёра: Видрике, Вяйке-Юуза, Инни, Кяэрику, Люйсъярв, Наха, Нейтсиярв, Нюпли, Пилькузе, Пюльме, Торниярв, Трепимяэ, Юуза.
Площадь волости — 217,4 км², численность населения на 1 января 2008 года составляла 4048 человек.

## Населённые пункты
Административный центр — город Отепя. Также на территории волости находилась 21 деревня: Арула, Ильмярве, Кассиратта, Кастолатси, Каурутоотси, Койгу, Кяярику, Мягестику, Мяха, Мярди, Нюпли, Отепя кюла, Педаямяэ, Пилькусе, Пюхаярве, Раудсепа, Сихва, Труута, Тыутси, Вана-Отепя, Видрике.